# Havoc (рэпер)
Кеджуан Уалик Мучита (англ. Kejuan Waliek Muchita; род. 21 мая 1974 года, Бруклин, Нью-Йорк), более известный под сценическим псевдонимом Havoc (с англ. — «Хавок») — американский рэпер, музыкальный продюсер и участник хип-хоп-дуэта Mobb Deep.

## Биография
Хавок родился в Бруклине, а вырос в Куинсе, в районе Куинсбридж-Хаузес (нейборхуд Лонг-Айленд-Сити). Его брат Killa Black умер. Havoc является ведущим продюсером хип-хоп-дуэта Mobb Deep и спродюсировал песни для таких эМСи как Эминем, Nas, Foxy Brown, Onyx, The Notorious B.I.G., Jadakiss, Styles P, Method Man, The Game, Puff Daddy, LL Cool J, La The Darkman, Rohff, Big Noyd, Termanology, Per Vers, O.G.C., Tragedy Khadafi, Capone-N-Noreaga и для его собственного партнёра Prodigy. Весной 2005 года дуэт Mobb Deep был подписан на звукозаписывающий лейбл рэпера из Куинса 50 Cent, G-Unit Records. В конце 2009 года 50 Cent расторгнул их контракт с лейблом.
Havoc известен среди фанатов хип-хопа как одна из выдающихся фигур середины 1990-х годов за его жёсткие и незамысловатые биты, дополняющие работу RZA над проектами Wu-Tang Clan. Популярный музыкальный журнал Complex поместил Хавока в список лучших хип-хоп-продюсеров 1995 года за альбом The Infamous. Beattips.com поместил его на 24-е место в списке «самых влиятельных битмейкеров всех времён, отметив его двойные способности в рэпе и продюсировании». После The Infamous он улучшил свои навыки и перешёл к более атмосферному стилю продакшена, который включал в себя семплы классической музыки, особенно заметные на альбоме 1996 года Hell on Earth. Как рэпер он известен своим хардкорным лиризмом и последовательным флоу. Он также написал бэк-вокалы и куплет на дебютном альбоме группы Black Moon Enta da Stage в 1993 году.
В июле 2009 года Havoc снялся вместе с Raekwon в музыкальном видео на песню «24K Rap» продюсера J Dilla. В 2010 году Havoc спродюсировал бит для Эминема, в результате которого появилась песня «Untitled», которая представляет собой скрытый трек на альбоме Эминема Recovery, и внёс свой вклад в бонус-трек к альбому Раейквона Shaolin vs. Wu-Tang и мини-альбома дуэта Bad Meets Evil Hell: The Sequel. Он признался, что планирует записать новый альбом Mobb Deep с Nas’ом. Его третий студийный альбом 13 был выпущен 7 мая 2013 года.
Havoc работал с французским диджеем Kavinsky над его дебютным альбомом 2013 года OutRun. Он написал текст и спел вокалы для песни «Suburbia», шестого трека на альбоме. В 2016 году Havoc спродюсировал «Real Friends» и «Famous», два трека для альбома Kanye West The Life of Pablo.
15 сентября 2018 года во время интервью для HipHop4Real Havoc признался, что работает над новым альбомом Mobb Deep, который станет последним альбомом дуэта. Также ведётся работа над совместным проектом Mobb Deep и продюсера The Alchemist, анонсированным несколько лет назад.
В 2019 году Havoc вместе с Big Noyd и DJ L.E.S. отправился в тур «Murda Muzik 20th Anniversary Tour», состоящий из 17 городов, в честь 20-летия альбома Mobb Deep «Murda Muzik».

## Дискография
| Год  | Альбом                                  | Детали альбома | В чартах                  | В чартах                           | В чартах                   | В чартах                           |
| Год  | Альбом                                  | Детали альбома | Billboard 200 (Billboard) | Top R&B/Hip-Hop Albums (Billboard) | Top Rap Albums (Billboard) | Top Independent Albums (Billboard) |
| ---- | --------------------------------------- | --- | ------------------------- | ---------------------------------- | -------------------------- | ---------------------------------- |
| 2007 | The Kush                                | - Выпущен: 18 сентября 2007 года - Лейбл: Nature Sounds - Формат: LP, CD, digital download - Синглы: «I’m The Boss/Be There»     | 173                       | 31                                 | 15                         | -                                  |
| 2009 | Hidden Files                            | - Выпущен: 24 февраля 2009 года - Лейбл: Koch Records - Формат: CD, digital download                                             | -                         | -                                  | -                          | -                                  |
| 2013 | 13                                      | - Выпущен: 7 мая 2013 года - Лейбл: Nature Sounds - Формат: LP, CD, digital download - Синглы: «Life We Chose (Mobb Deep Remix)» | -                         | 44                                 | -                          | -                                  |
| 2014 | 13 Reloaded                             | - Выпущен: 18 ноября 2014 года - Лейбл: HClass Entertainment - Формат: CD, digital download                                      | -                         | -                                  | -                          | -                                  |
| 2016 | The Silent Partner (with The Alchemist) | - Выпущен: 20 мая 2016 года - Лейбл: HClass Entertainment, Babygrande Records - Формат: LP, CD, digital download                 | -                         | 27                                 | 17                         | 36                                 |

Студийные альбомы
- 2007: The Kush
- 2009: Hidden Files
- 2013: 13
- 2014: 13 Reloaded
- 2016: The Silent Partner (with The Alchemist)

Микстейпы
- 2007: The One and Only
- 2009: From Now On (The Mixtape)

Инструментальные альбомы
- 2013: Beats Collection
- 2013: Beats Collection 2

Синглы
- 2007: «I’m the Boss»
- 2007: «Be There»
- 2009: «Watch Me» (Feat. Ricky Blaze)
- 2009: «Heart of the Grind»
- 2009: «H Is Back»
- 2009: «Always Have a Choice»
- 2010: «If You Love Me» (Feat. Sheek Louch, Joell Ortiz & Cassidy)
- 2012: «Same Shit, Different Day»
- 2012: «Separated (Real From the Fake)» (Feat. Ferg Brim)
- 2013: «Gritty» (Instrumental)
- 2013: «Tell Me to My Face» (Feat. Royce da 5’9")
- 2013: «Gone»
- 2013: «Life We Chose» (Feat. Lloyd Banks)
- 2013: «Life We Chose» (Remix) (Feat. Prodigy, Lloyd Banks)

Участие
- 2013: «Suburbia» на альбоме OutRun диджея Kavinsky

## Синдикации

### Видео игры
- Def Jam: Fight for NY[англ.] (2004) – в роли самого себя (голос)